# Vicente Rebollo Mozos
Vicente Rebollo Mozos (Revilla Vallejera, 15 aprile 1964) è un vescovo cattolico spagnolo, dal 28 giugno 2022 vescovo di Tarazona.

## Biografia
Vicente Rebollo Mozos è nato a Revilla Vallejera il 15 aprile 1964.

### Formazione e ministero sacerdotale
Ha compiuto gli studi ecclesiastici presso il seminario maggiore di Burgos. Nel 1988 ha conseguito il baccalaureato presso la sede di Burgos della Facoltà di Teologia della Spagna del Nord. Nel 1999 ha ottenuto la licenza in teologia spirituale presso il medesimo ateneo. Negli anni di sacerdozio ha approfondito gli studi di economia presso l'Università di Burgos conseguendo una laurea in scienze dell'impresa nel 2004, una laurea in amministrazione e gestione aziendale nel 2006 e un master in economia aziendale nel 2011.
Il 13 agosto 1988 è stato ordinato presbitero per l'arcidiocesi di Burgos. In seguito è stato vicario parrocchiale della parrocchia di San Paolo apostolo a Burgos dal 1988 al 1996; parroco delle parrocchie di Santo Stefano protomartire a Canicosa de la Sierra e di Sant'Adriano martire a Regumiel de la Sierra dal 1996 al 1999; parroco delle parrocchie dell'Assunzione della Beata Vergine Maria a Tardajos, di Santa Marina a Rabé de las Calzadas e di Santo Stefano protomartire a Villarmentero dal 1999 al 2014; decano di San Juan de Ortega dal 2005 al 2008; economo diocesano dal 2007; canonico amministratore del capitolo della cattedrale di Santa Maria a Burgos dal 2014; vicario episcopale per gli affari economici dal 2016  e presidente del capitolo della cattedrale dal 2021.
È stato anche membro del consiglio presbiterale dal 2003, segretario dello stesso dal 2005 al 2007, membro del collegio degli economisti di Burgos dal 2009, presidente dell'Associazione di fedeli "Cavalieri dell'Immacolata Concezione di Nostra Signora della Madre di Dio" dal 2009 e membro del collegio dei consultori dal 2012. Ha ricoperto anche incarichi dirigenziali nella Fondazione UMAS essendo stato membro dal 2011 e presidente dal 2014 del consiglio di amministrazione di Mutua UMAS e presidente della Fondazione dal 2018.

### Ministero episcopale
Il 28 giugno 2022 papa Francesco lo ha nominato vescovo di Tarazona. Ha ricevuto l'ordinazione episcopale il 17 settembre successivo nella cattedrale di Nostra Signora dell'Orto a Tarazona dall'arcivescovo metropolita di Saragozza Carlos Manuel Escribano Subías, co-consacranti l'arcivescovo Bernardito Cleopas Auza, nunzio apostolico in Spagna e Andorra, e l'arcivescovo metropolita di Burgos Mario Iceta Gavicagogeascoa. Durante la stessa celebrazione ha preso possesso della diocesi.
In seno alla Conferenza episcopale spagnola è membro della commissione per l'educazione e la cultura, della sottocommissione per i beni culturali dal novembre del 2022. e del consiglio per l'economia dal marzo del 2024.

## Genealogia episcopale
La genealogia episcopale è:
- Cardinale Scipione Rebiba
- Cardinale Giulio Antonio Santori
- Cardinale Girolamo Bernerio, O.P.
- Arcivescovo Galeazzo Sanvitale
- Cardinale Ludovico Ludovisi
- Cardinale Luigi Caetani
- Cardinale Ulderico Carpegna
- Cardinale Paluzzo Paluzzi Altieri degli Albertoni
- Papa Benedetto XIII
- Papa Benedetto XIV
- Papa Clemente XIII
- Cardinale Marcantonio Colonna
- Cardinale Giacinto Sigismondo Gerdil, B.
- Cardinale Giulio Maria della Somaglia
- Cardinale Carlo Odescalchi, S.I.
- Cardinale Costantino Patrizi Naro
- Cardinale Serafino Vannutelli
- Cardinale Domenico Serafini, Cong. Subl. O.S.B.
- Cardinale Pietro Fumasoni Biondi
- Cardinale Antonio Riberi
- Cardinale Ángel Suquía Goicoechea
- Cardinale Antonio María Rouco Varela
- Arcivescovo Carlos Manuel Escribano Subías
- Vescovo Vicente Rebollo Mozos